# Río Diamante
Le río Diamante est une rivière de la province de Mendoza en Argentine, tributaire du système du Desaguadero et dont le bassin s'étend d'ouest en est, dans la région du centre de la province. 

## Cours supérieur
Le lac andin laguna del Diamante constitue le point de départ de la rivière. Comme lui, ses affluents prennent leur source dans la cordillère des Andes, là où les champs de neige sont abondants, ce qui lui confère un caractère et un régime nivo-glaciaire prononcé. En dévalant de la montagne, il parcourt les gorges impressionnantes du cañón de Agua del Toro, étroit et profond. Là se trouve la retenue hydroélectrique de Agua del Toro, destinée aussi à régulariser quelque peu son débit.

## Cours inférieur
Il pénètre bientôt dans la plaine où il va perdre une partie de ses eaux par infiltration et évaporation mais aussi par utilisation en irrigation. À la fin de son parcours, il se jette dans le río Desaguadero par de nombreux bras, qui donnent un aspect deltaïque à son cours inférieur.

## Hydrologie
Son débit est important malgré l’exigüité de son bassin supérieur. Il atteint en effet le chiffre moyen de 33 m3/s, soit plus que le débit de l'Orne ou du Loir en France. Ses eaux sont utilisées de concert avec celles du río Atuel pour irriguer l'oasis de San Rafael. Ensemble avec ce dernier ils atteignent un débit de 65 m3/s, soit annuellement une masse d'eau de pas moins de 2,05 milliards de tonnes, masse considérable pour une plaine semi-aride et largement utilisée en agriculture par irrigation.

### Hydrométrie - les débits à Los Reyunos
Le débit du río Diamante a été observé pendant quatre ans (1949-1952) à Los Reyunos, localité située peu avant la sortie de la rivière de la zone des Andes. 

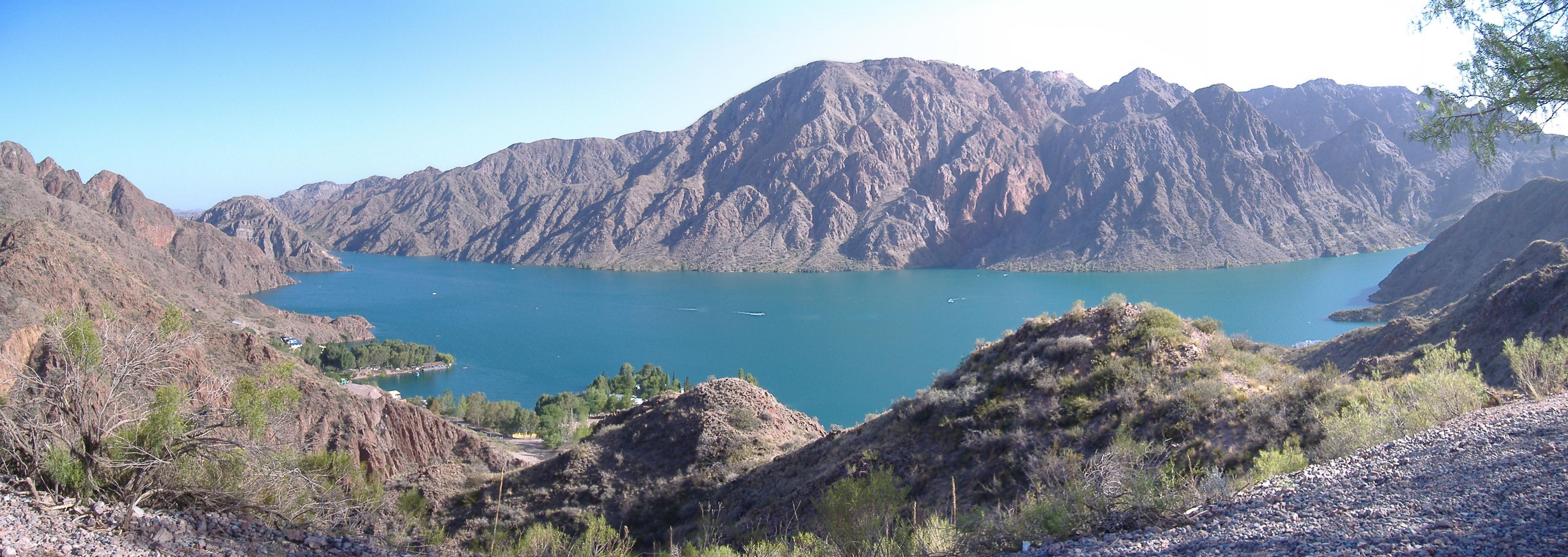
Vue de la retenue du barrage de Los Reyunos

À Los Reyunos, le débit annuel moyen ou module observé sur cette période a été de 28,5 m3/s pour une surface prise en compte de 4 150 km2, soit la quasi-totalité du bassin versant « utile », là où se produit l'écoulement.
La lame d'eau écoulée dans le bassin versant de la rivière atteint ainsi le chiffre de 217 millimètres par an, ce qui doit être considéré comme satisfaisant dans le contexte de la région du Cuyo particulièrement déséchée.
Le río Diamante est un cours d'eau assez abondant et généralement bien régulier. Son régime est typiquement nival. Il présente deux saisons bien marquées. 
Les hautes eaux se déroulent de novembre à février inclus, et correspondent à la fonte des neiges andines. Dès le mois de février, le débit de la rivière baisse rapidement, mais elle garde en moyenne un débit satisfaisant jusqu'à la saison des basses eaux qui a lieu en hiver de novembre à avril et durant laquelle les débits peuvent être minimes.
À la suite de la construction de deux barrages, celui d'Agua del Toro et celui de Los Reyunos, le régime de la rivière s'est relativement régularisé (par soutien aux débits d'étiage).
Le débit moyen mensuel observé en août (minimum d'étiage) atteint 15,3 m3/s, soit un peu plus de 4 fois moins que le débit moyen du mois de décembre (63,8 m3/s), ce qui témoigne de la faible amplitude des variations saisonnières.
Sur la période d'observation de 4 ans, le débit mensuel minimal observé a été de 14,1 m3/s, tandis que le débit mensuel maximal s'est élevé à 77,3 m3/s. 